# Aeropuerto de Cambridge Bay
El Aeropuerto de Cambridge Bay (del inglés: Cambridge Bay Airport) (IATA: YCB, OACI: CYCB) está ubicado a Cambridge Bay, Nunavut, Canadá, y es operado por el gobierno de Nunavut. La pista de aterrizaje está marcada con las direcciones reales puesto que debido a la ubicación del aeropuerto cerca al Polo Magnético del Norte las brújulas de los aviones son inservibles.
En diciembre del 2005, el gobierno de Nunavut anunció que gastaría $18 millones para pavimentar la pista de aterrizaje.
El 14 de mayo de 2008 el premier de Nunavut, Paul Okalik, y miembro de la asamblea legislativa, Keith Peterson, indicaron que en los 3 años siguientes la pista de aterrizaje sería ensanchada y alargada.

## Aerolíneas y destinos
- Canadian North
  - Gjoa Haven / Aeropuerto de Gjoa Haven
  - Kugaaruk / Aeropuerto de Kugaaruk
  - Kugluktuk / Aeropuerto de Kugluktuk
  - Taloyoak / Aeropuerto de Taloyoak
  - Yellowknife / Aeropuerto de Yellowknife
- First Air
  - Gjoa Haven / Aeropuerto de Gjoa Haven
  - Kugaaruk / Aeropuerto de Kugaaruk
  - Kugluktuk / Aeropuerto de Kugluktuk
  - Talaoyakv / Aeropuerto de Taloyoak
  - Yellowknife / Aeropuerto de Yellowknife